# WingNut Films
WingNut Films, Inc. — новозеландська виробнича компанія, яка базується у Веллінгтоні та має інші офіси в Голлівуді (США), Лондоні (Велика Британія) та Мельбурні (Австралія). Відома, співпрацею з режисером Пітером Джексоном, особливо над серією «Володарем перснів». WingNut Films також продюсувала на Pinewood Studios в Англії.

## Історія
WingNut Films брала участь майже в усіх проєктах Пітера Джексона. Компанія відома тим, що працювала над серією фільмів Джексона «Володар кілець», заснованих на однойменному класичному фентезійному романі англійського письменника Дж. Р. Р. Толкіна. Третій фільм серії отримав одинадцять нагород Оскар, включаючи найкращий фільм і найкращу режисуру. Компанія також взяла участь у «Хоббіті» після того, як режисер Гільєрмо дель Торо покинув проект.

## Фільми
- Поганий смак (1987)[2]
- Meet the Feebles (1989)
- Жива мертвечина (1992)
- Долина стерео (1992)
- Небесні створіння (1994)
- Забуте срібло (1995)
- Джек Браун Геній (1996)
- The Frighteners (1996)
- Володар перснів: Братерство персня (2001)
- Володар перснів: Дві вежі (2002)
- Володар перснів: Повернення короля (2003)
- Кінг Конг (2005)
- Район 9 (2009)
- Милі кістки (2009)
- Пригоди Тінтіна (2011)
- На захід від Мемфіса (2012)
- Хоббіт: Несподівана подорож (2012)
- Хоббіт: Пустка Смога (2013)
- Хоббіт: Битва п'яти воїнств (2014)
- Смертельні машини (2018)
- Вони не старіють (2018)[3]
- Бітлз: Повернись (2021)

## Жива мертвечинапозов
Комедійний фільм жахів Джексона 1992 року Жива мертвечина був предметом судового процесу: у справі Bradley v WingNut Films Ltd [1993] 1 NZLR 415 стверджувалося, що фільм Жива мертвечина порушив конфіденційність позивачів, містивши зображення сімейного надгробка позивача. Ознайомившись із судовими органами Нової Зеландії щодо конфіденційності, Галлен Дж. заявив: «поточна ситуація в Новій Зеландії… полягає в тому, що у Високому суді є три рішучі заяви на користь існування такого делікту в цій країні та визнання апеляційним судом, що ця концепція принаймні є аргументованою». Ця справа стала однією з серії справ, які сприяли введенню деліктного вторгнення в приватне життя в Новій Зеландії.